# Lesotho Mounted Police Service

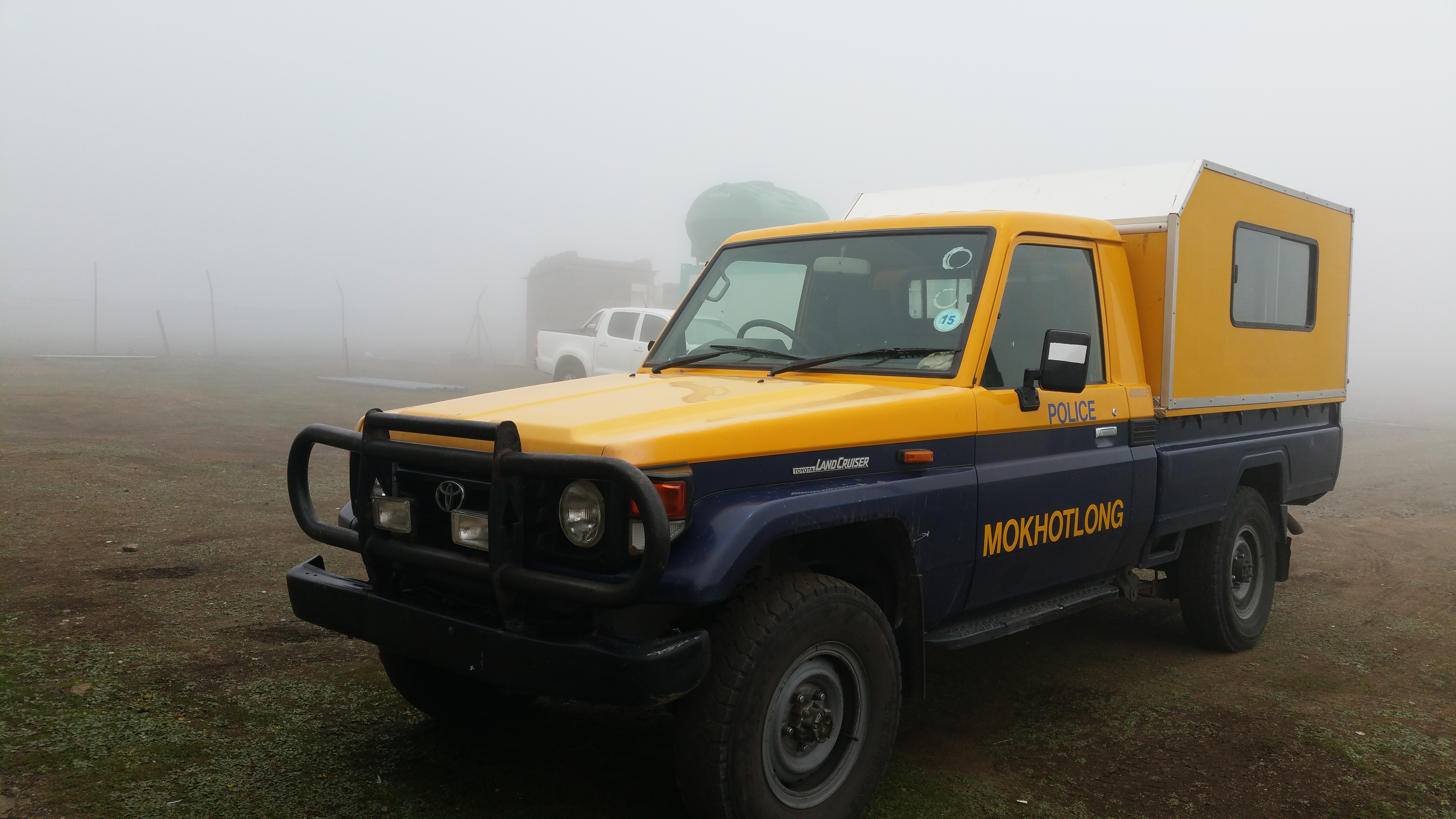
Polizeifahrzeug der LMPS

Der Lesotho Mounted Police Service (LMPS; deutsch etwa „Berittene Polizeikräfte Lesothos“) ist die Polizei des Königreichs Lesotho.

## Geschichte

### Kolonialzeit und autokratische Regierungen
Die Einrichtung der ersten Polizeieinheit als Basutoland Mounted Police (BMP; etwa „Berittene Polizei Basutolands“) erfolgte 1872 durch den Briten Charles D. Griffith, kurz nach der Einrichtung der Kronkolonie Basutoland. Neben elf Söhnen von barena dienten rund hundert weitere Einwohner Basutolands sowie einige Briten. Die Polizisten nutzten für ihre Streifengänge meist Pferde. 1878 ergänzten britische Offiziere die Polizeikräfte. 1879 half die BMP den Kolonialtruppen bei der Niederschlagung der Moorosi-Rebellion. Im Gun War (1880–1881) wurde die BMP teils auf Seiten der barena, teils gegen sie eingesetzt. 1898 dienten 268 Männer in der Polizei. 1946 wurde das Criminal Investigation Department (CID) eingerichtet, 1953 folgten die Abteilungen Intelligence („Geheimdienst“) und Signal. Ab 1954 wuchs die BMP in vier Jahren um 40 Prozent.
In den frühen 1960er Jahren wurde die Polizei stark ausgebaut. 1963 entstand die paramilitärische Police Mobile Unit (PMU; etwa: „Mobile Polizeieinheit“), die mit Blick auf die oppositionellen Aktivitäten der Basutoland Congress Party (BCP) gegründet wurde. Etwa 500 Männer gehörten der PMU an. Die Polizei wurde mit der Unabhängigkeit in Lesotho Mounted Police (LMP) umbenannt. Wenige Monate später setzte Premierminister Leabua Jonathan von der Basutoland National Party (BNP) die PMU gegen königstreue Demonstranten in Thaba Bosiu ein, wobei zehn Demonstranten getötet wurden. Die Zahl der Polizisten wurde Ende 1967 verdoppelt und um eine Einheit zur Bekämpfung des Viehdiebstahls erweitert. Dabei wurden vorrangig BNP-Unterstützer eingestellt, während der BCP nahestehende Offiziere entlassen oder drangsaliert wurden. 1970 umfasste die LMP 1300 Männer. Nach den Wahlen 1970, die die BCP gewonnen hatte, war es der britische Kommandeur der PMU und Mitglied des südafrikanischen Geheimdienstes Bureau of State Security, Fred Roach, der Jonathan zum Abbruch und zum Aussetzen der Verfassung riet. Roach wurde allerdings 1972 deportiert, nachdem er Jonathans Sturz betrieben hatte. Seit dem 6. September 1971 ist Lesotho Mitglied von Interpol. 1972 wurden militärische Bezeichnungen für die Ränge eingeführt, etwa Major General für den Chef der Polizei.
1974 war die Police Mobile Unit mit BNP-nahen Gruppen an der Ermordung von rund 1000 Oppositionellen beteiligt. Im Juli desselben Jahres wurde mit Justin Metsing Lekhanya erstmals ein Mosotho Kommandeur der PMU. Zur Bekämpfung der oppositionellen Lesotho Liberation Army (LLA) erhielt die PMU zusätzliche Waffen und über den Internal Security Amendment Act („Ergänzung zum Gesetz über innere Sicherheit“) größeren Einfluss. Die Bekämpfung der LLA war jedoch nur wenig erfolgreich, wobei auch die LLA eher geringe Wirkung erzielte. Jonathan war auf die PMU angewiesen – die zusätzlich erhaltene Macht führte zu Korruption und Flügelkämpfen innerhalb der PMU. 1977 wurde der Geheimdienst als National Intelligence Service (NIS; „Nationaler Geheimdienst“) selbstständig. Die ersten Flugzeuge erhielt sie 1978. 1980 wurde die PMU zur Lesotho Paramilitary Force (LPF) und gehörte somit nicht mehr zur Polizei. 

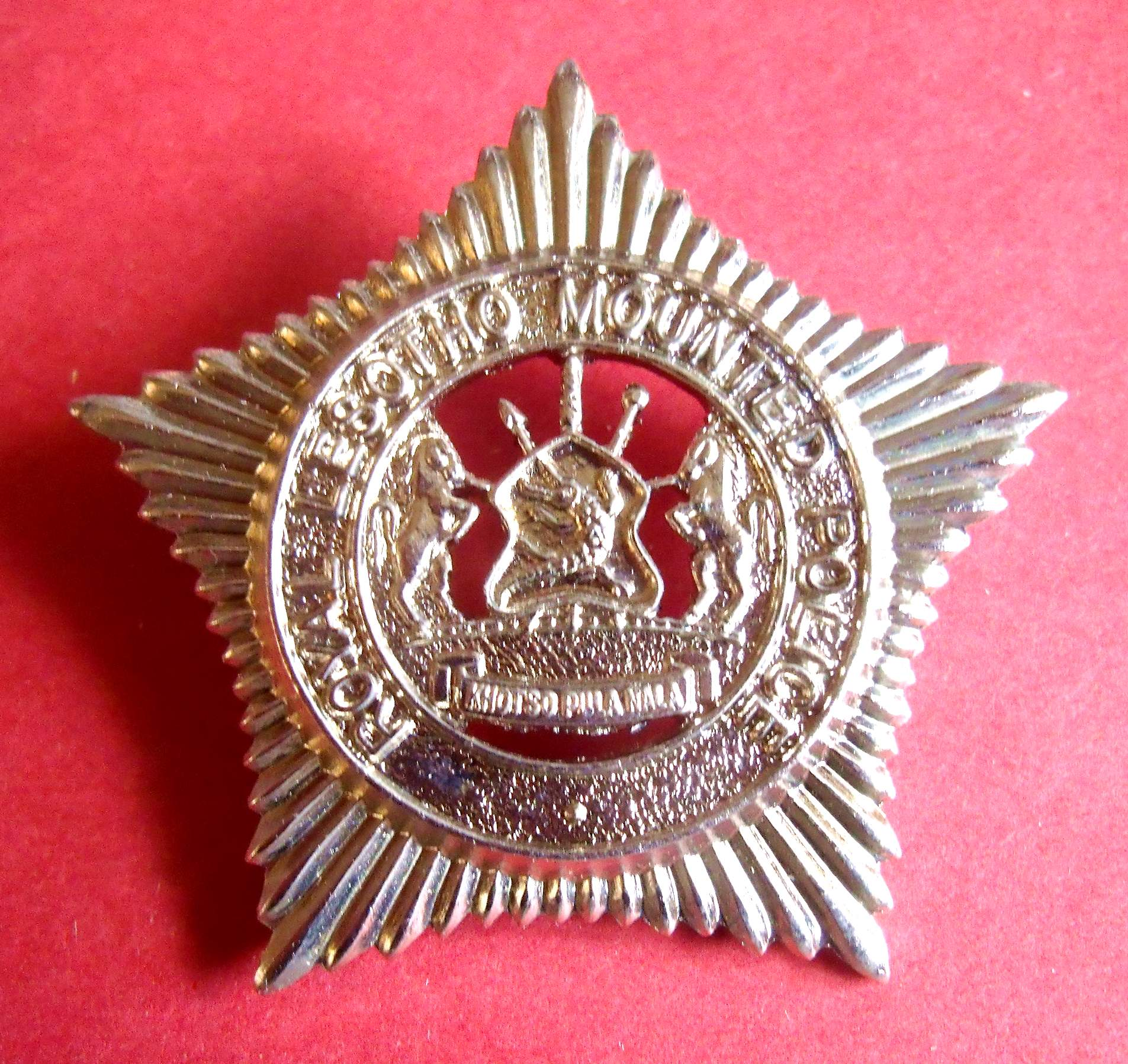
Abzeichen der Royal Lesotho Mounted Police

Mit dem Staatsstreich durch Lekhanya am 20. Januar 1986 wurde die LMP analog zur Armee in Royal Lesotho Mounted Police (RLMP; Königliche berittene Polizei Lesothos) umbenannt.

### Nach der Demokratisierung Lesothos
1994 wurde die Polizei statt dem Verteidigungsministerium dem Ministry of Home Affairs and Public Safety (etwa: „Ministerium für Inneres und öffentliche Sicherheit“) unterstellt. Im selben Jahr streikte die Polizei für höhere Löhne. In der Folge kam es zu anarchischen Zuständen und einem Putsch durch König Letsie III. und Militärs – die gewählte Regierung der BCP konnte erst mit Hilfe von auswärtigen Truppen nach rund vier Wochen wieder eingesetzt werden. Im Mai 1995 flammten die Proteste erneut auf. Drei Polizisten wurden durch eine Spezialeinheit des LMPS getötet. Nur die Defence Commission war befugt, die Taten zu verfolgen, griff aber nicht ein. Als man im Januar 1997 die mutmaßlichen Täter fassen wollte, kam es zu einer Meuterei großer Teile der Polizei. In der Folge übernahm die Lesotho Defence Force einige Polizeiaufgaben, umstellte das Hauptquartier der Polizei und zwang sie zur Aufgabe. Einige Polizeioffiziere flohen in den Palast Letsies III. und von dort nach Südafrika. Schließlich wurden 30 Offiziere wegen Mordes und Aufruhrs angeklagt. Seither gab es keine grundlegenden Unruhen innerhalb der Polizei.
Mit dem Police Act von 1998 wurde die Polizei reformiert. Sie wird seither als Lesotho Mounted Police Service bezeichnet. Die militärischen Bezeichnungen der Ränge wurden durch zivile ersetzt; so leitet seither der Commissioner of Police die Polizei. Eine Police Complaints Authority (etwa: „Behörde für Beschwerden gegen die Polizei“) wurde eingerichtet, um Vorwürfe gegen Polizisten unabhängig untersuchen zu können. Im zuständigen Ministerium wurde ein Inspector of Police („Polizeiinspektor“) berufen, der zusammen mit dem ebenfalls neu geschaffenen Police Directorate („Polizeidirektorat“) die Polizeiarbeit kontrollieren soll. Ab 2005 leitete mit Malejaka Letooane erstmals eine Frau den LMPS. 2014 wurde Khothatso Tšooana Commissioner. 
Am 30. August 2014 umstellten Soldaten der Lesotho Defence Force (LDF) im Rahmen eines versuchten Staatsstreichs gegen die Regierung von Thomas Thabane mehrere Polizeistationen, erschossen einen Polizisten und verletzten neun Polizisten. Außerdem verübten sie einen Anschlag auf das Haus des Commissioners, der nach Südafrika floh. Auch in den Folgewochen kam es zu Schießereien zwischen Soldaten und Polizisten. 
Im Zuge der Staatskrise musste neben den beiden Kommandeuren der LDF auch Tšooana das Land verlassen. Nach den Wahlen 2015 und dem Sieg der vormaligen Opposition konnte er zurückkehren, an seiner Stelle wurde aber sein Stellvertreter Keketso Monaheng als kommissarischer Commissioner eingesetzt. Tšooana geht dagegen gerichtlich vor. Im August 2015 wurde Tšooana vom Premierminister abgesetzt. Sein Nachfolger wurde Molahlehi Letsoepa, der 2017 abgesetzt wurde und 2018 wegen des Mordes an dem Polizisten im Jahr 2014 zu den Angeklagten gehörte. Sein Nachfolger Holomo Molibeli wiederum wurde von Thabane suspendiert. Molibeli ging dagegen gerichtlich vor und behauptet, dass Thabane in die Ermordung von dessen Ex-Frau im Jahr 2017 verwickelt sei. Thabane nahm daraufhin die Suspendierung zurück.
Mitte April wurde ein weiterer Versuch Thabanes, Molibeli abzusetzen, gerichtlich zurückgewiesen. Am 18. April 2020 ließ Thabane Berichten zufolge die Führungsspitze des LMPS, darunter Molibeli, durch Militärs festnehmen.

## Organisation
Der LMPS nimmt die üblichen Polizeiaufgaben wahr, darunter die Verbrechensbekämpfung einschließlich Terrorismusbekämpfung. Eine Einheit befasst sich mit der Aufklärung von Diamanten- und Edelsteindiebstahl, eine andere von Viehdiebstahl. Personenschutz wird ranghohen Politikern und Richtern gewährt. Wegen der hohen Rate an Gewaltverbrechen, insbesondere bei Sexualdelikten, bewaffnetem Raub und Tötungsdelikten verfolgt die LMPS eine Null-Toleranz-Politik. 2006 arbeiteten über 2200 Menschen bei der Polizei.
Der LMPS untersteht dem Ministry of Home Affairs and Public Safety. Er wird von einem Commissioner of Police geleitet. Sein Stellvertreter ist der Deputy Commissioner of Police. Lesotho ist in drei Polizeibereiche aufgeteilt, denen jeweils ein Assistant Commissioner of Police vorsteht. Das Hauptquartier befindet sich im Zentrum der Hauptstadt Maseru in der Parliament Road.
Die Mitarbeitervertretung der Polizisten ist die Lesotho Mounted Police Service Staff Association (LMPSSA).

## Sonstiges
Als Police, Lesotho Mounted Police, Royal Lesotho Mounted Police und Lesotho Mounted Police Service FC spielt der Fußballverein der Polizei seit langem in der ersten Fußballliga Lesothos. 1972 errang er die Meisterschaft. Er trägt seine Spiele in Maseru aus.